# Amanda Anisimova
Amanda Anisimova (Aventura, Florida, 2001. augusztus 31. –) junior Grand Slam-tornagyőztes amerikai hivatásos teniszezőnő.
2016 óta szerepel a profik között. Egyéniben három WTA- és egy ITF-torna győztese. Legjobb egyéni világranglista-helyezése a 7. hely, amelyre 2025. július 14-én került, párosban a 386. helyezés 2019. június 24-én.
Juniorként megnyerte a 2017-es US Open lányok versenyét, és döntőt játszott a 2016-os Roland Garroson. 2016-ban a junior világranglista 2. helyezettje volt. A felnőttek mezőnyében a legjobb Grand Slam-eredménye egyéniben a 2025-ös wimbledoni teniszbajnokság ahol a döntőig jutott. A 2019-es Roland Garroson elért eredményével ő volt az első 2000 után született versenyző, aki az elődöntőig jutott Grand Slam-tornán. Párosban a 2019-es és a 2021-es Roland Garroson a 2. körig jutott.

## Életrajza és ifjúsági pályafutása
Szülei Konsztantyin Anyiszimov és Olga, orosz emigránsok, Amanda születése előtt néhány évvel, 1998-ban költöztek az Egyesült Államokba. Már 3 éves korában elkezdett ismerkedni a tenisszel, és 5,5 éves korában vett részt az első versenyén. A Miami Herald már hétéves korában az új Marija Sarapovát látta benne. Ekkor a 10 évesek közötti amerikai ranglistán a 27. helyen állt. Mindig az idősebb korosztályok versenyén indították.
2015-ben szabadkártyával indulhatott a US Open junior lányok versenyének kvalifikációjában, és feljutott a főtáblára. A 2016-os Roland Garroson már a döntőig jutott a junior lányok között. 14 éves korában szabadkártyával indulhatott először felnőtt Grand Slam-tornán a US Open kvalifikációjában, ahol az első körben legyőzte a világranglista akkori 124. helyezettjét, a 12. kiemelt Verónica Cepede Roygot, és csak a 2. körben kapott ki három játszmában a japán Hozumi Eritől. A 2017-es US Openen a lányok versenyén már ő emelhette magasba a trófeát. 2017-ben tagja volt a Junior Fed-kupa-győztes amerikai csapatnak.
2017-ben szerezte első ITF tornagyőzelmét, és 2018-ban került a Top100-ba a világranglistán. 2018. szeptemberben döntőt játszott a Japan Women's Openen, ahol Hszie Su-vejtől szenvedett vereséget. A 2019-es Australian Openen legyőzte Monica Niculescut, Leszja Curenkót és Arina Szabalenkát is, és a 4. körben Petra Kvitová tudta csak megállítani.

## Junior Grand Slam döntők (1–1)

### Lány egyéni (1–1)
| Eredmény | Év   | Bajnokság     | Borítás | Ellenfél        | Eredmény |
| -------- | ---- | ------------- | ------- | --------------- | -------- |
| Döntős   | 2016 | Roland Garros | Salak   | Rebeka Masarova | 5–7, 5–7 |
| Győztes  | 2017 | US Open       | Kemény  | Cori Gauff      | 6–0, 6–2 |

## Grand Slam döntői

### Elveszített döntő (1)
| Év   | Bajnokság | Borítás | Ellenfél    | Eredmény |
| ---- | --------- | ------- | ----------- | -------- |
| 2025 | Wimbledon | Fű      | Iga Świątek | 0–6, 0–6 |

## WTA döntői

### Egyéni
| Összesítés            |                              |
| Grand Slam-torna (0)  |                              |
| Premier Mandatory (0) | WTA 1000 (kötelező)* (1)     |
| Premier Five (0)      | WTA 1000 (nem kötelező)* (0) |
| Premier (0)           | WTA 500* (0)                 |
| International (1)     | WTA 250* (1)                 |

*2021-től megváltozott a tornák kategóriáinak elnevezése.

#### Győzelmei (3)
|    | Dátum             | Torna                                      | Borítás | Ellenfél a döntőben      | Eredmény a döntőben | Eredmény a döntőben |
| 1. | 2019. április 14. | Copa Colsanitas, Bogotá, Kolumbia          | Salak   | Astra Sharma             | 4–6, 6–4, 6–1       |                     |
| 2. | 2022. január 9.   | Yara Valley Classic, Melbourne, Ausztrália | Kemény  | Aljakszandra Szasznovics | 7–5, 1–6, 6–4       |                     |
| 3. | 2025. február 15. | Qatar Open, Doha, Katar                    | Kemény  | Jeļena Ostapenko         | 6–4, 6–3            |                     |

#### Elveszített döntői (4)
|    | Dátum                | Torna                              | Borítás | Ellenfél a döntőben | Eredmény a döntőben | Eredmény a döntőben |
| 1. | 2018. szeptember 16. | Japan Women's Open, Tokió, Japán   | Kemény  | Hszie Su-vej        | 2–6, 2–6            |                     |
| 2. | 2024. augusztus 11.  | Canadian Open, Torontó, Kanada     | Kemény  | Jessica Pegula      | 3–6, 6–2, 1–6       |                     |
| 3. | 2025. június 15.     | Queen’s Club Championships, London | Fű      | Tatjana Maria       | 3–6, 4–6            |                     |
| 4. | 2025. július 12.     | Wimbledon, London                  | Fű      | Iga Świątek         | 0–6, 0–6            |                     |

## ITF döntői

### Egyéni: 4 (1 győzelem, 3 döntő)
| Díjazás         |
| --------------- |
| $ 100 000 torna |
| $ 80 000 torna  |
| $ 60 000 torna  |
| $ 25 000 torna  |
| $ 15 000 torna  |

| Borításonként |
| ------------- |
| Kemény (1–0)  |
| Salak (0–3)   |
| Fű (0–0)      |
| Szőnyeg (0–0) |

| Eredmény | Gy-V | Dátum             | Torna                         | Borítás | Ellenfél              | Eredmény         |
| -------- | ---- | ----------------- | ----------------------------- | ------- | --------------------- | ---------------- |
| Döntős   | 0–1  | 2017. március 5.  | Curitiba, Brazília            | Salak   | Anasztaszija Potapova | 7–6(7), 5–7, 2–6 |
| Döntős   | 0–2  | 2017. április 16. | Indian Harbour Beach, Florida | Salak   | Volha Havarcova       | 3–6, 6–4, 3–6    |
| Döntős   | 0–3  | 2017. április 23. | Dothan, Alabama               | Salak   | Kristie Ahn           | 6–1, 2–6, 2–6    |
| Győztes  | 1–3  | 2017. július 30.  | Sacramento, Kalifornia        | Kemény  | Ajla Tomljanović      | játék nélkül     |

## Eredményei Grand Slam-tornákon

### Egyéniben
| Grand Slam | Australian Open | Australian Open  | Roland Garros | Roland Garros        | Wimbledon      | Wimbledon       | US Open        | US Open           |
| Év         | Eredmény        | Utolsó ellenfél  | Eredmény      | Utolsó ellenfél      | Eredmény       | Utolsó ellenfél | Eredmény       | Utolsó ellenfél   |
| 2016       | –               | –                | –             | –                    | –              | –               | Selejtező (Q2) | Selejtező (Q2)    |
| 2017       | –               | –                | 1. kör        | Nara Kurumi          | –              | –               | Selejtező (Q1) | Selejtező (Q1)    |
| 2018       | –               | –                | –             | –                    | –              | –               | 1. kör         | Taylor Townsend   |
| 2019       | 4. kör          | Petra Kvitová    | Elődöntő      | Ashleigh Barty       | 2. kör         | Magda Linette   | –              | –                 |
| 2020       | 1. kör          | Zarina Dias      | 3. kör        | Simona Halep         | elmaradt       | elmaradt        | 3. kör         | María Szákari     |
| 2021       | –               | –                | 1. kör        | V Kugyermetova       | 1. kör         | Magda Linette   | 2. kör         | Karolína Plíšková |
| 2022       | 4. kör          | Ashleigh Barty   | 4. kör        | Leylah Fernandez     | Negyeddöntő    | Simona Halep    | 1. kör         | Julija Putyinceva |
| 2023       | 1. kör          | Marta Kosztyuk   | –             | –                    | –              | –               | –              | –                 |
| 2024       | 4. kör          | Arina Szabalenka | 2. kör        | Ljudmila Szamszonova | Selejtező (Q3) | Selejtező (Q3)  | 1. kör         | Cseng Csin-ven    |
| 2025       | 2. kör          | Emma Raducanu    | 4. kör        | Arina Szabalenka     | Döntő          | Iga Świątek     |                |                   |

## Év végi világranglista-helyezései
| Év     | 2016 | 2017 | 2018 | 2019 | 2020 | 2021 | 2022 | 2023 | 2024 |
| Egyéni | 761. | 192. | 95.  | 24.  | 30.  | 78.  | 23.  | 359. | 36.  |
| Páros  | −    | 777. | −    | 414. | 468. | 488. | −    | −    | –    |